# نورثروپ

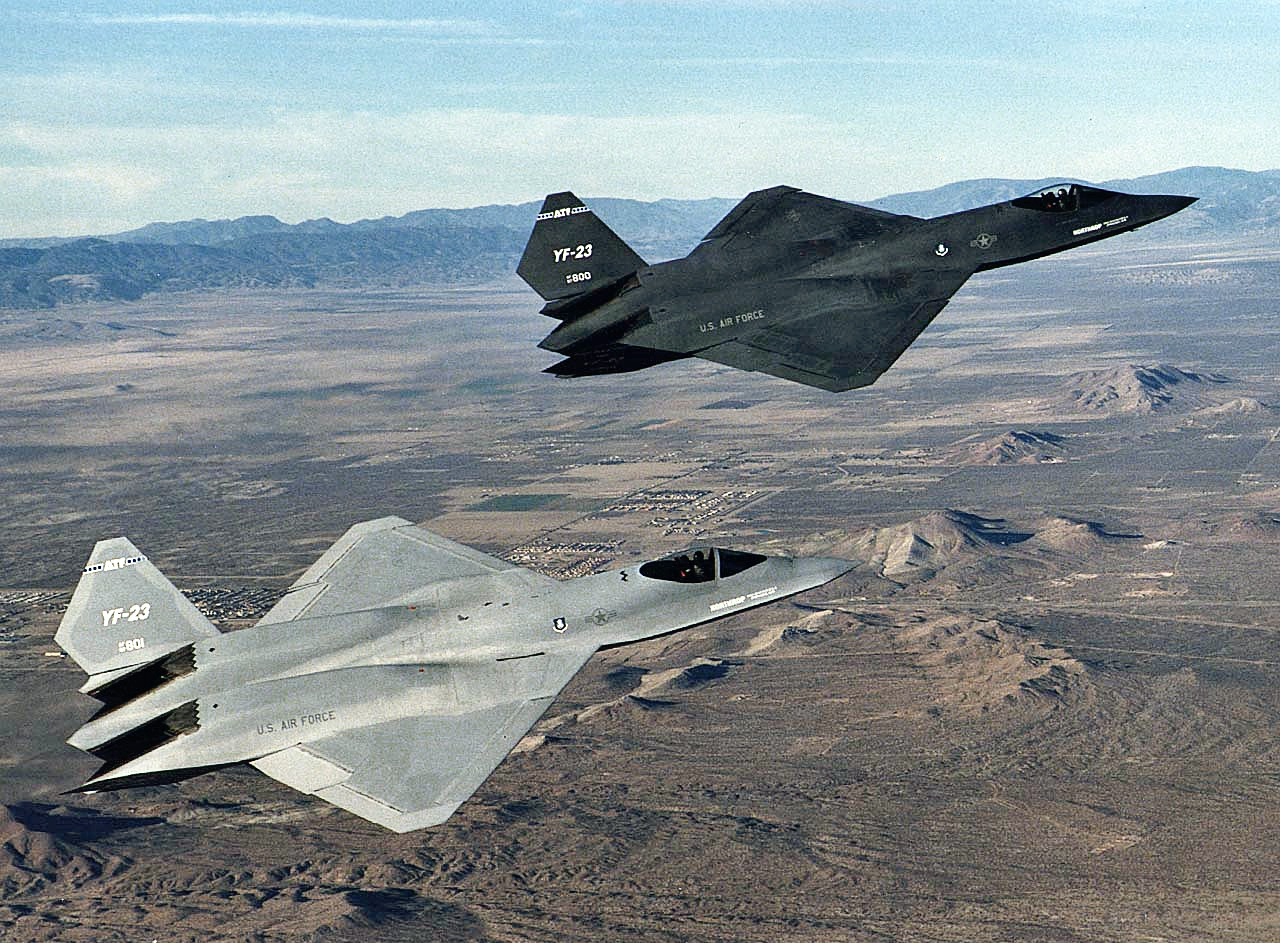
نورثروپ وای‌اف-۲۳

نورثروپ (به انگلیسی: Northrop) شرکت هوافضای آمریکایی بود، که در سال ۱۹۲۷ میلادی، توسط جک نورثروپ تأسیس شد. این شرکت دارای تخصص در زمینه طراحی و ساخت هواپیماهای رهگیر، پهپادها و موشک‌های کروز بود.
شرکت نورثروپ در سال ۱۹۹۴ با شرکت گرومن ادغام گردید، که در پی آن نورثروپ گرومن تشکیل شد. مشهورترین محصول شرکت نورثروپ بال‌دیس می‌باشد؛ گرچه تعداد کمی از بال‌دیس‌های تولید شده توسط این شرکت وارد خدمت گردیده‌اند. از محصولات شناخته شده توسط نورثروپ می‌توان به: نورثروپ اف-۲۰ تایگرشارک، نورثروپ وای‌اف-۱۷، نورثروپ وای‌اف-۲۳، نورثروپ ایکس-۴ بنتم و نورثروپ وای‌ای-۹ اشاره کرد.

## نگارخانه

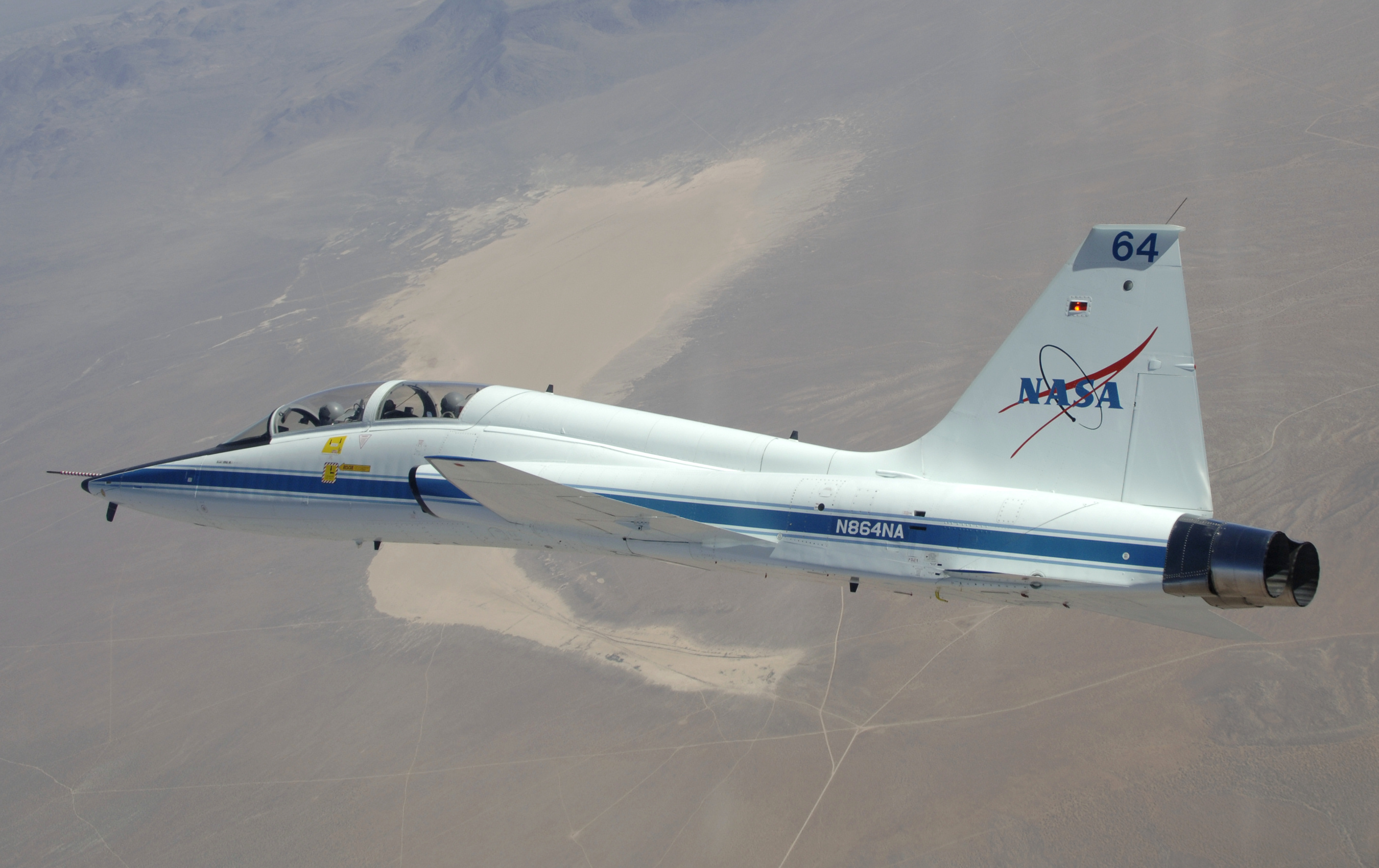
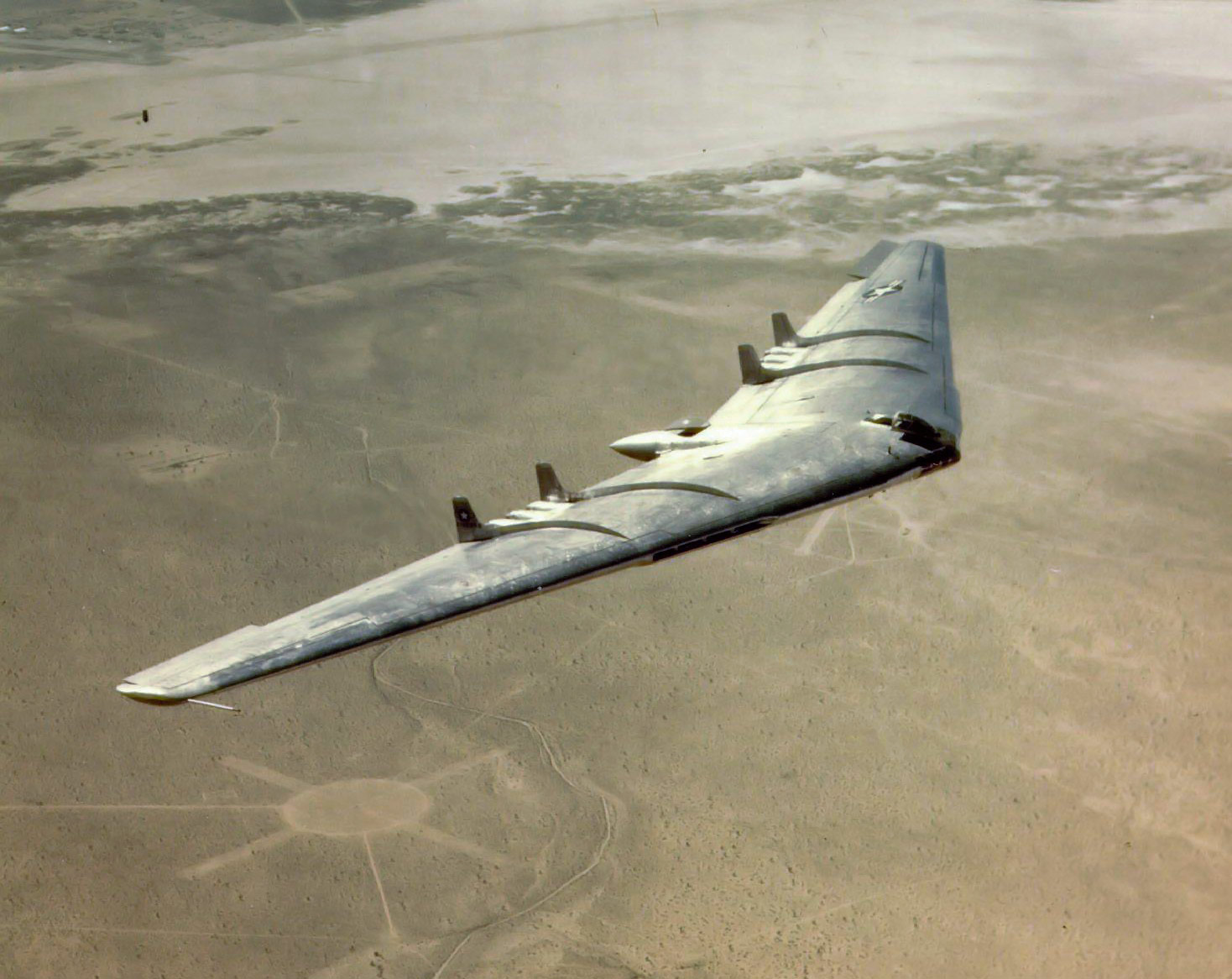
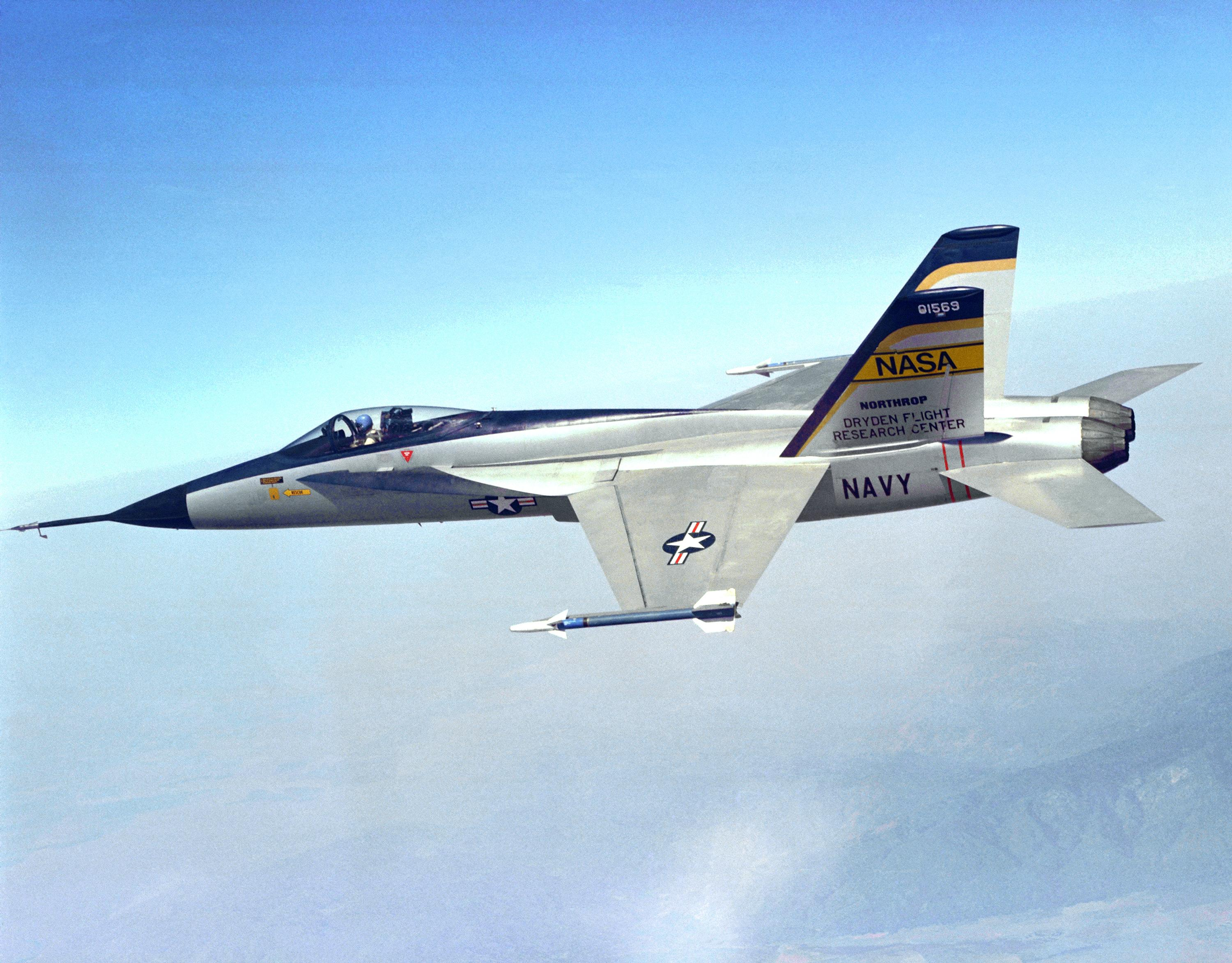
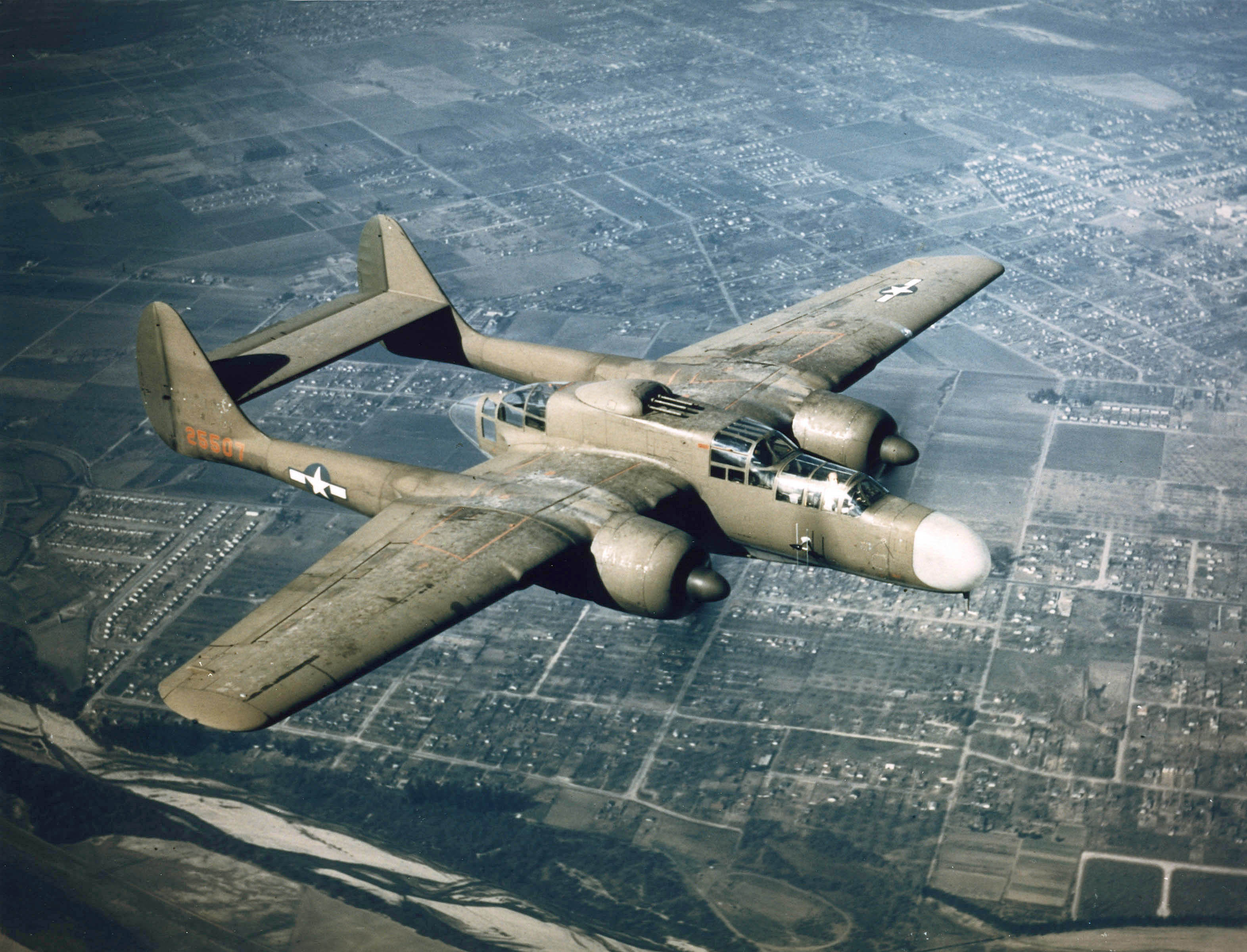
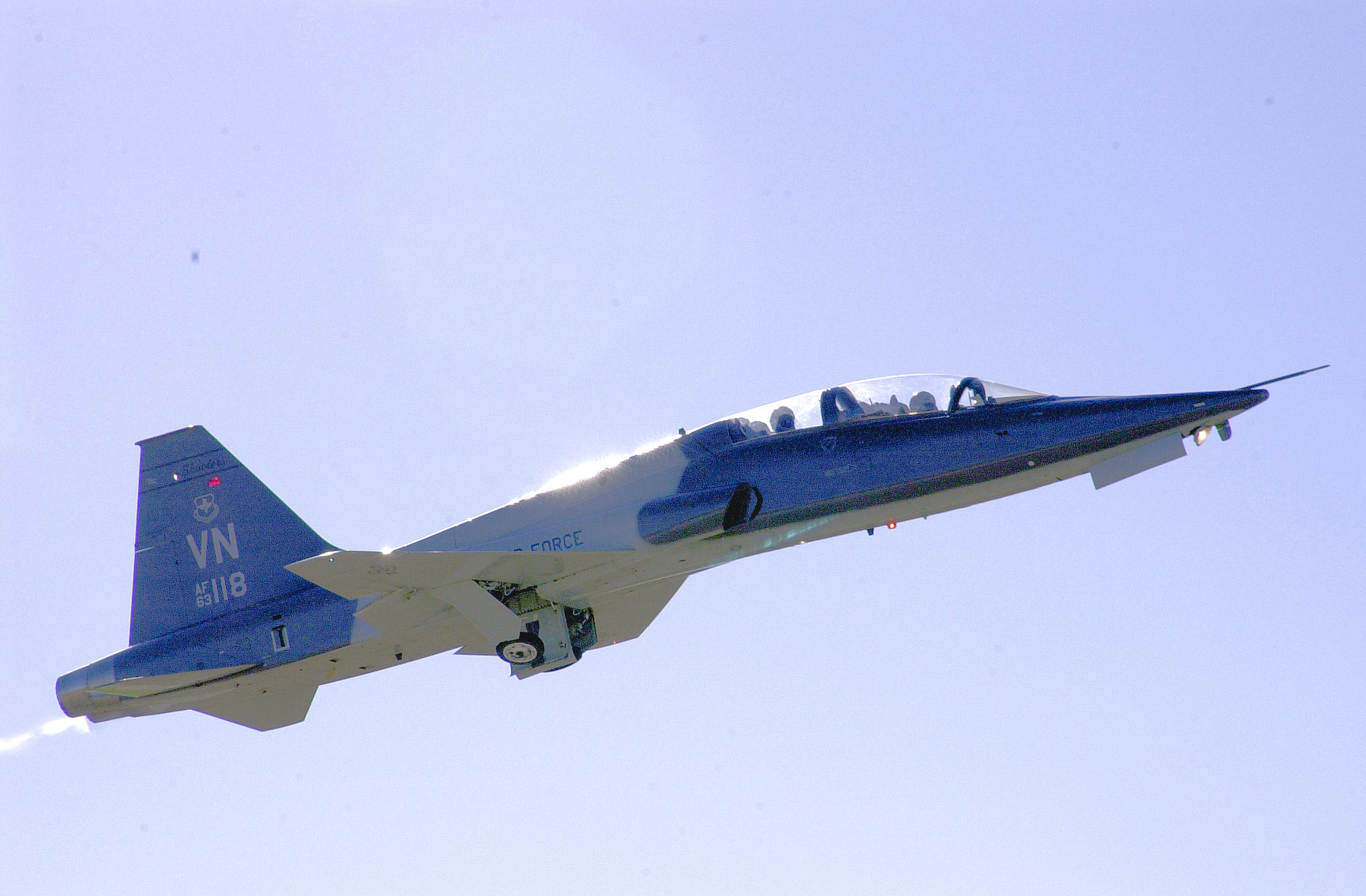
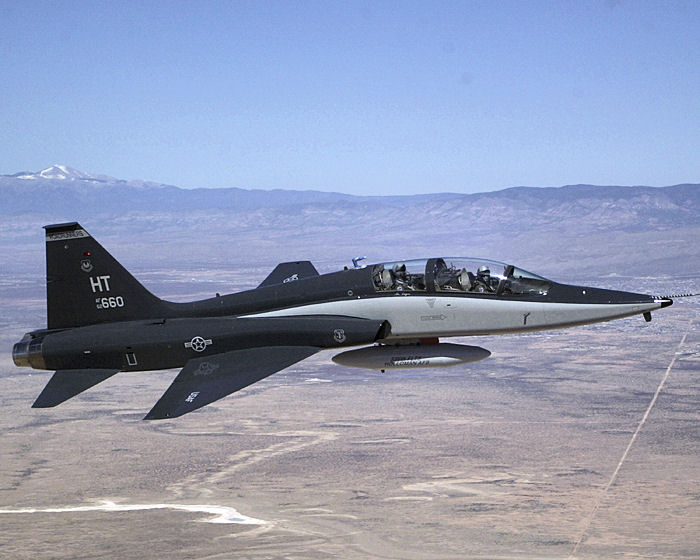
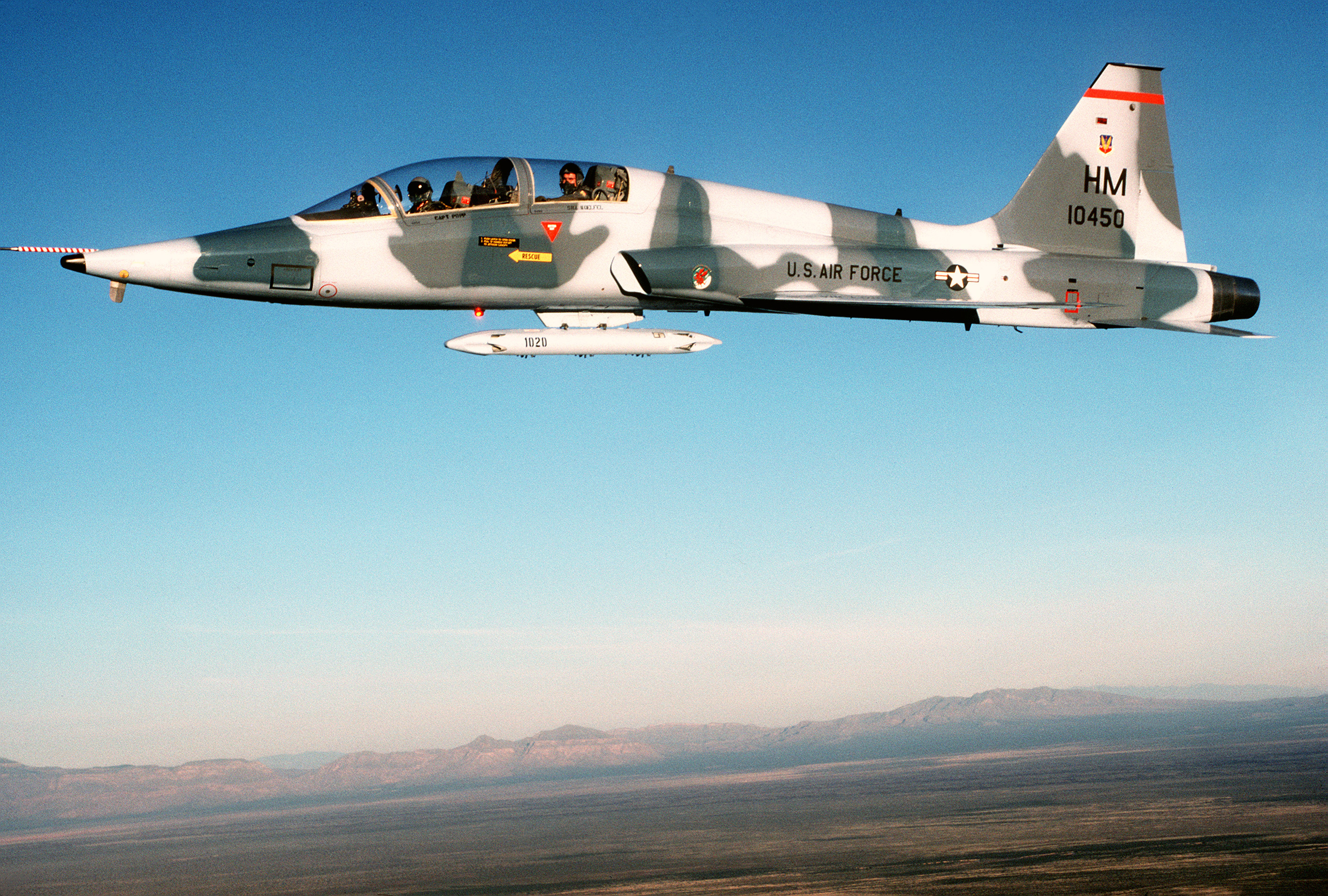
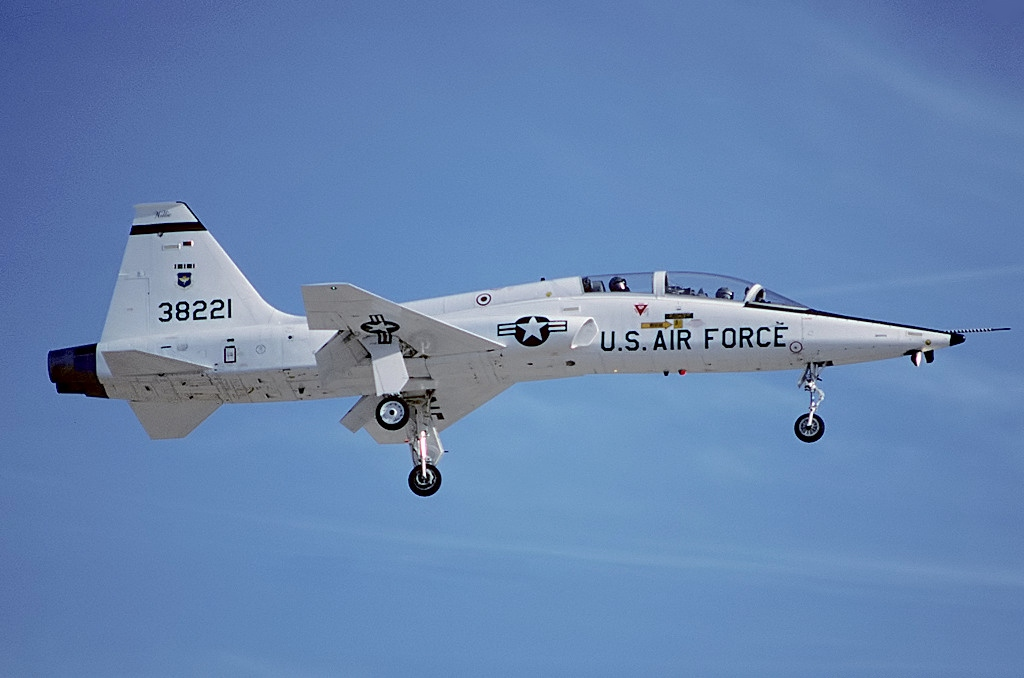
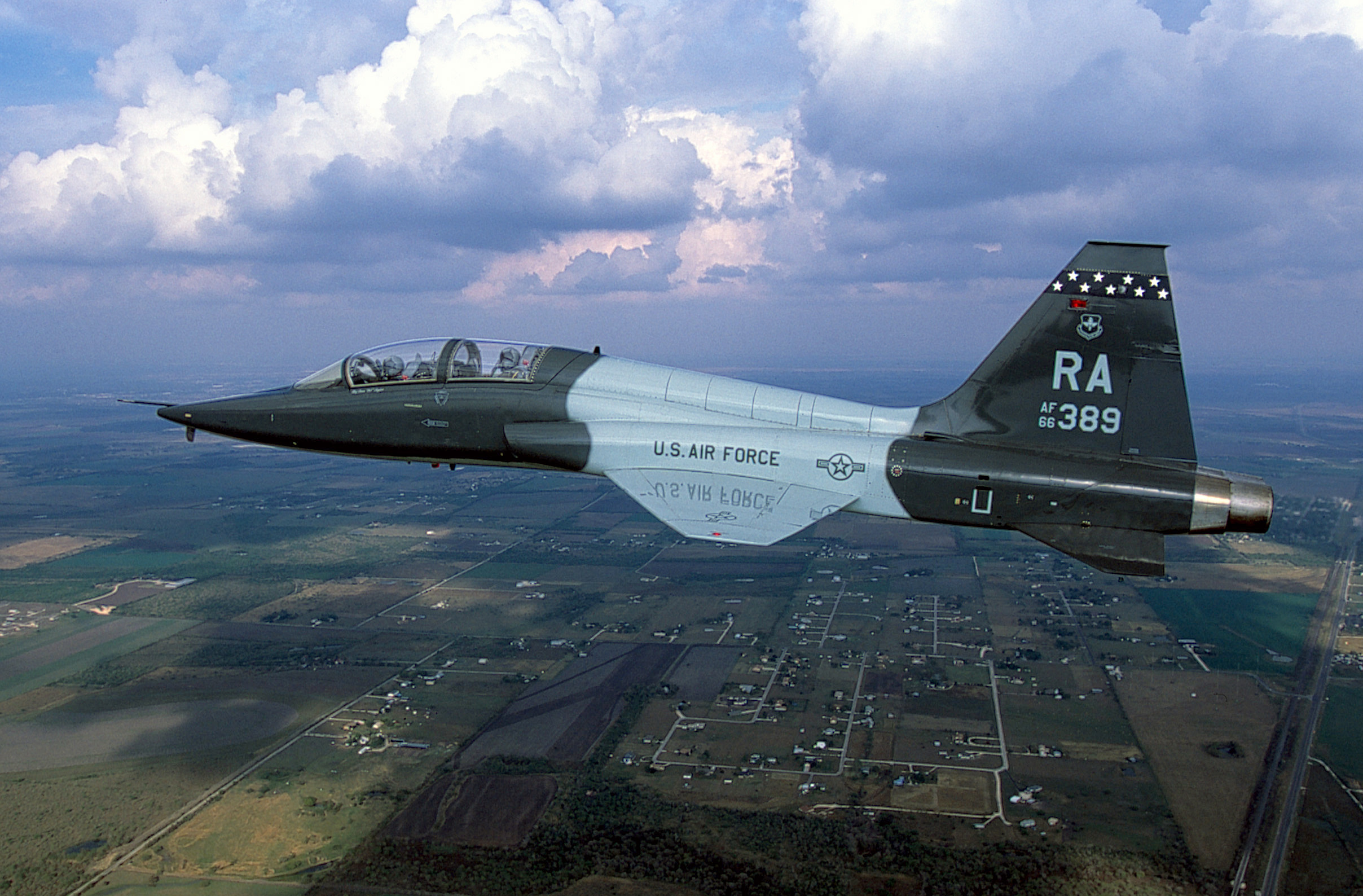
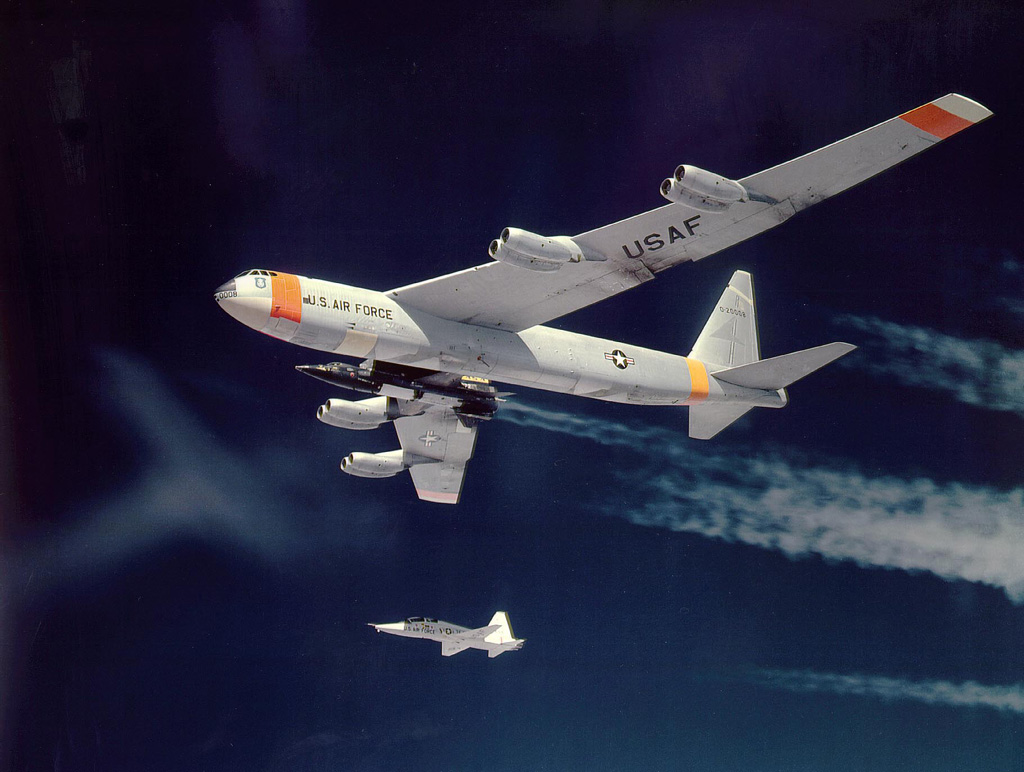
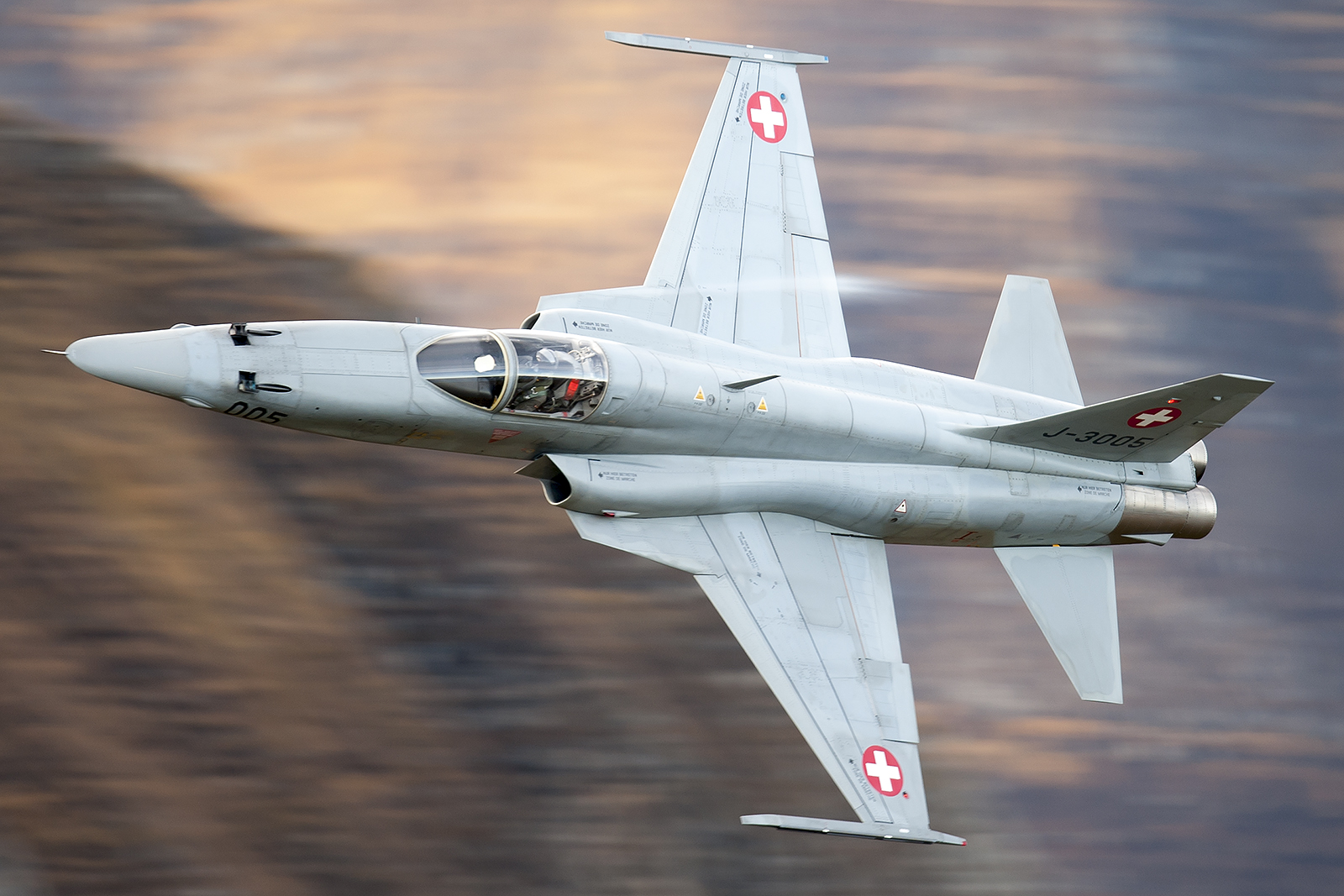
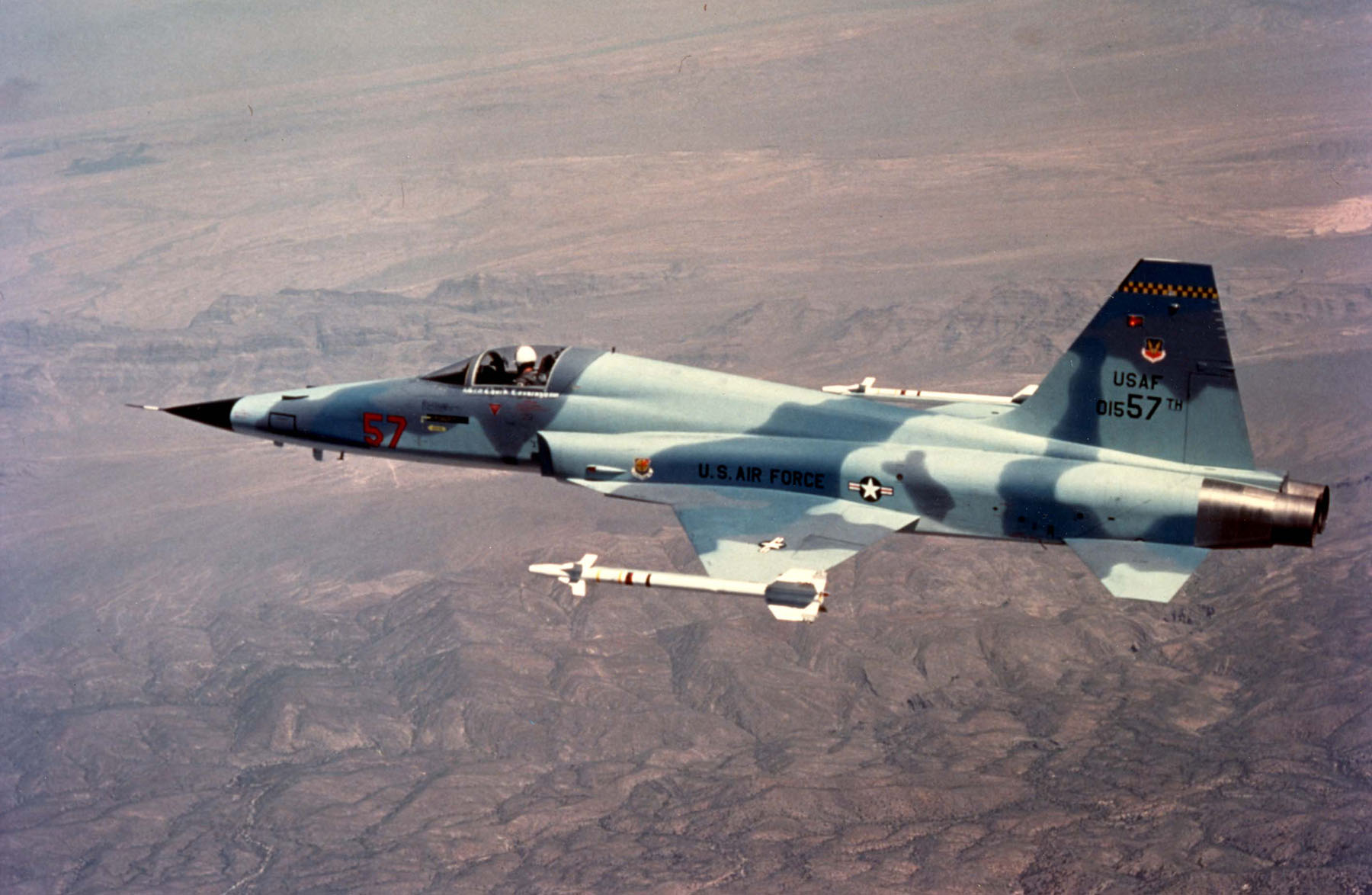